# John White (Politiker)

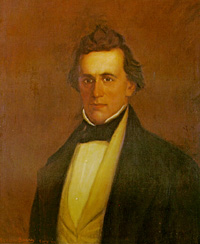
John White

John D. White (* 14. Februar 1802 in Cumberland Gap, Bell County, Kentucky; † 22. September 1845 in Richmond, Kentucky) war ein US-amerikanischer Politiker. Er gehörte mehrere Jahre dem Kongress der Vereinigten Staaten an und war von 1841 bis 1843 Sprecher des Repräsentantenhauses.

## Leben und Wirken
John White wurde in Cumberland Cap geboren, dem heutigen Middlesboro. Er genoss nur eine kurze Schulbildung, erlernte anschließend trotzdem den Beruf des Anwalts und erhielt seine Zulassung. Er zog anschließend nach Richmond, um dort als Anwalt zu arbeiten. Im Jahr 1832 wurde er in das Repräsentantenhaus von Kentucky gewählt, drei Jahre später zog er am 4. März 1835 als Abgeordneter der Whigs in den 24. Kongress der Vereinigten Staaten ein und wurde in den nächsten vier Kongressen jeweils immer wieder gewählt, bis er am 3. März 1845 den Kongress verließ. Im 27. Kongress war er Sprecher des Repräsentantenhauses.
Am 8. Februar 1845 wurde er zum Richter in Kentucky berufen, wo er bis zu seinem Tod, wenige Monate später, am 22. September 1845 arbeitete. Er ist auf dem State Cemetery in Frankfort begraben. Er war der Onkel des Kongressabgeordneten John D. White (1849–1920).